# Sageretia gongshanensis
Sageretia gongshanensis är en brakvedsväxtart som beskrevs av G.S. Fan och L.L. Deng. Sageretia gongshanensis ingår i släktet Sageretia och familjen brakvedsväxter. Inga underarter finns listade i Catalogue of Life.